# Olivier van Eldik
Olivier van Eldik (22 maart 2004) is een Nederlands voetballer die doorgaans als middenvelder voor Jong Almere City speelt.En in het verleden heeft gespeeld voor FC Utrecht waar hij ook de jeugdopleiding doorliep.Ook zijn Opa en broertje hebben bij Utrechtse profclubs gespeeld, zowel op senioren als op junioren niveau.

## Clubcarrière

### Jeugd
Van Eldik kwam via SV CDW in 2013 bij FC Utrecht in de FC Utrecht Academie terecht. In mei 2021 tekende hij zijn eerste profcontract bij de Utrechtse voetbalclub, welke Van Eldik tot aan de zomer van 2024 aan FC Utrecht verbond. Naast posities als centrale of verdedigende middenvelder kan Van Eldik ook als verdediger uit de voeten.

### Jong FC Utrecht
Op 2 september 2022 zat Van Eldik voor het eerst bij de wedstrijdselectie van Jong FC Utrecht. Enkele wedstrijden later maakte hij op 30 september 2022 zijn eerste minuten als invaller in de uitwedstrijd tegen Telstar (2–2 gelijkspel). In minuut 85 verving hij Joshua Vertrouwd. Na 2 seizoenen met tegenslagen, door telkens op belangrijke momenten in voorbereiding van het volgende seizoen geblesseerd te raken, koos van Eldik ervoor om te vertrekken naar Almere City.

## Clubstatistieken
| Seizoen                       | Club            | Competitie     | Competitie | Competitie | Totaal | Totaal |
| Seizoen                       | Club            | Competitie     | Wed.       | Dlp.       | Wed.   | Dlp.   |
| ----------------------------- | --------------- | -------------- | ---------- | ---------- | ------ | ------ |
| 2022/23                       | Jong FC Utrecht | Eerste divisie | 19         | 0          | 19     | 0      |
| Clubtotaal                    | Clubtotaal      | Clubtotaal     | 37         | 0          | 37     | 0      |
| Bijgewerkt op 18 Januari 2025 |                 |                |            |            |        |        |